# Kanifing
Kanifing är en stad i Banjulområdet i Gambia. Staden ligger nära Serrekunda, landets största stad. Den ligger 10 km väster om huvudstaden Banjul, i kommunen med samma namn där även Serrekunda ingår. Orten (settlement) Kanifing hade 14 296 invånare vid folkräkningen 2013.

## Kommunikationer

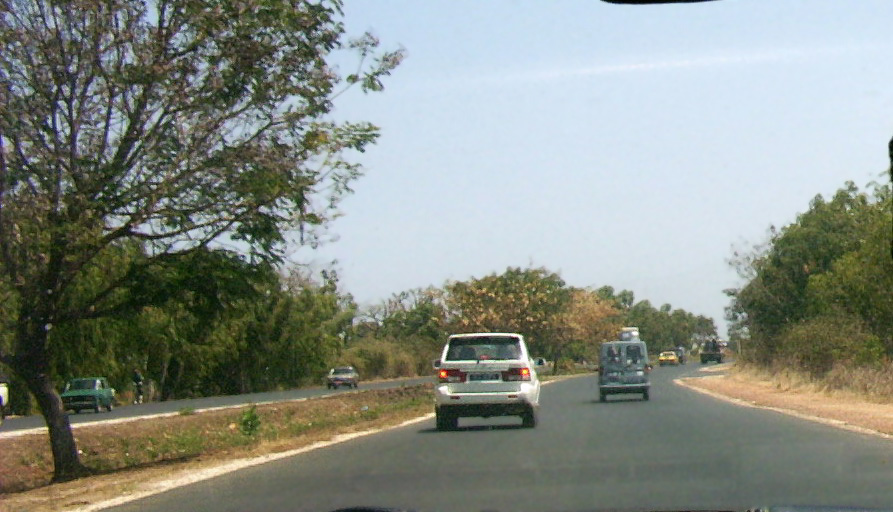
Serekunda-Banjul Highway

Kanifing ligger på vägen mellan centrala Serrekunda och huvudstaden Banjul. Vägen är också känd som "Serrekunda-Banjul Highway".

## Ekonomi och arbete
Kanifing är Gambias centrum för ekonomi och företag. Bland annat finns här Gambias tv- och radiobolag, Gambia Radio & Television Services. I Kanifing finns även flera byggmaterial- och bilhandlare.